# شولان
شولان (بالصينية: 舒兰市) هي مدينة على مستوى مقاطعة، في الصين، تقع في مدينة جيلين، ومدينة جيلين، وجيلين، بلغ عدد سكانها 663,403 نسمة وذلك حسب إحصائيات سنة 2010، تبلغ مساحتها 4,554 كيلومتر مربع، رمزها البريدي هو 132600.

## التقسيمات الإدارية
- Fate, Jilin [الإنجليزية]‏.